# Ovil
Ovil ist eine Ortschaft und ehemalige Gemeinde im Norden Portugals.

## Verwaltung
Ovil war Sitz der gleichnamigen Gemeinde (Freguesia) im Kreis Baião im Distrikt Porto. Die Gemeinde umfasste eine Fläche von 16,7 km² und hatte 702 Einwohner (Stand 30. Juni 2011).
Im Zuge der administrativen Neuordnung 2013 in Portugal wurde die Gemeinde Ovil mit der Gemeinde Campelo zur neuen Gemeinde União das Freguesias de Campelo e Ovil zusammengefasst.

## Vorgeschichtliches Erbe
- Anta da Aboboreira oder Anta de Chã de Parada
- Conjunto Megalitico de Outeiro de Gregos
- Conjunto Megalítico de Meninas do Crasto
- Conjunto Megalitico de Outeiro de Ante

## Söhne und Töchter der Gemeinde
- António Mota (* 1957), Schriftsteller, insbesondere als Kinder- und Jugendbuchautor bekannt